# Katastrofplats Houston
Katastrofplats Houston (engelska: The Swarm) är en amerikansk katastroffilm från 1978 i regi av Irwin Allen, med Michael Caine, Katharine Ross, Richard Widmark och Richard Chamberlain i rollerna.

## Handling
En svärm av dödliga afrikanska mördarbin drar fram över Texas. Efter att ha attackerat en militärbas rör de sig i riktning mot Houston. Militären och forskare gör allt för att stoppa deras framfart.

## Rollista
| Michael Caine       | – Brad Crane        |
| Katharine Ross      | – Helena            |
| Richard Widmark     | – Gen. Slater       |
| Richard Chamberlain | – Dr. Hubbard       |
| Olivia de Havilland | – Maureen Schuester |
| Ben Johnson         | – Felix             |
| Lee Grant           | – Anne MacGregor    |
| José Ferrer         | – Dr. Andrews       |
| Patty Duke          | – Rita              |
| Slim Pickens        | – Jud Hawkins       |
| Bradford Dillman    | – Major Baker       |
| Fred MacMurray      | – Clarence          |
| Henry Fonda         | – Dr. Krim          |
| Cameron Mitchell    | – General Thompson  |
| Christian Juttner   | – Paul Durant       |

## Utmärkelser

### Nomineringar
- Oscar: Bästa kostym (Paul Zastupnevich)

## Mottagande
Filmen förlorade så mycket pengar att Irwin Allen förbjöd sina anställda att nämna filmens namn. Med en budget på $21 miljoner dollar lyckade den bara spela in $10 miljoner dollar. Efter 7 recensioner på Rotten Tomatoes har filmen endast 14% positiva recensioner.